# 戴忠仁
戴忠仁（1961年9月30日—），台灣的媒體工作者，前台視、中天新聞主播。現任台灣知名寶物鑑定專家。東海大學政治學系畢業，美國UNA MBA。

## 生平
戴忠仁是1990年代後期台視的當家主播。他考進台視新聞部後從基層記者開始發展，三個月後開始兼任午間新聞主播，是當時極少見的案例。其後歷經財經、軍事、外交、國會、黨政等採訪路線歷練，也曾於1989年第一次波灣戰爭時，奉派執行採訪任務，是當時遠東唯一非駐地人員的戰地記者，也是第一批進入科威特戰區採訪的亞洲新聞記者。從晨間新聞主播、午間新聞主播、夜間新聞主播至晚間新聞主播不同時段擔綱後，出任台視新聞部經理，除例行電視新聞時段外，開闢周一至周日的專題節目時段，這是無線電視台前所未有的作法，分別有社會議題的追蹤、創業模式探索、台灣生態深度報導、旅遊現場專集、美食特輯、明日科技的想像等等，開創台灣電視新聞性節目先河。數年之後，台灣有線電視台的發現頻道、旅遊頻道、動物頻道等頻道節目才逐一出現。在眾人訝異聲中，戴忠仁提前於台視新聞部退休,致力于兩岸的教育事業，但也受聘於年代新聞擔任副總，和曾經在中天新聞台擔任製作人和當家主播,負責播報《中天晚間新聞》。除媒體工作外，他也是藝術收藏的愛好者，1980年代即加入「國際鼻煙壺學會」，是當時最年輕的收藏者。

## 現職
- 人間衛視「國寶檔案」主持人
- 八大電視台「寶物博很大」鑒定師
- 華人思維學院執行長
- 雅思貝爾教育集團執行董事
- Art Collector &Design 雜誌專欄主筆
- 國際藝術拍賣官（沐春堂拍賣公司，安德昇藝術拍賣公司，正德藝術拍賣公司），是台灣少有能中英文雙語藝術拍賣官。
- 自由亚洲电台“亚洲很想聊”主持人

此外，他也是全球極少數的英國Tony Buzan中心國際授權講師，戴忠仁受過完整的思維導圖(mind mapping)，記憶力，全腦速讀的訓練和國際認證。他所創設的華人思維學院 （页面存档备份，存于），除進行國際級的語言力訓練和思考力訓練外，也是全台灣唯一擁有自行研發的Mind Mapping(思維導圖，心智圖)電子軟體的國際教育訓練機構。全球功能類似的的電子軟體大約僅十種左右。

## 著作
| 年份   | 書名                                               | 出版社               | ISBN               |
| 1998年 | 寸天厘地間～中國鼻煙壺的藝術                       | 華遠科技股份有限公司 | ISBN 9789579841306 |
| 2003年 | 發現新台幣                                         | 台視文化             | ISBN 9575655729    |
| 2008年 | 下一個比爾蓋茲的必修課──創造高倍速思考力的思維導圖 | 方智                 | ISBN 9789861751047 |
| 2014年 | 風花雪月話古金～戴忠仁的國寶檔案                   | 藝術家               | ISBN 9789862821176 |
| 2017年 | 從四萬到千萬的滋味: 戴忠仁的國寶檔案 2             | 藝術家               | ISBN 9789862821947 |

## 白曉燕命案專訪嫌犯陳進興
戴忠仁最令人深刻的印象，是在1997年白曉燕命案發生期間，最後一名未發現下落的匪徒陳進興闖入南非駐華大使館武官卓懋祺上校官邸並挾持卓氏一家，台視新聞部查得該官邸之電話號碼，由當時正擔任現場新聞特別報導的主播戴忠仁，跟陳進興進行即場電話連線訪問。事後有人批評，戴氏訪問陳進興屢次以「您」稱呼陳進興，而且電話訪問向全國直播，違反新聞倫理；但同時也有人對於戴的新聞專業、語言水平及膽識予以讚賞。當時台視因為當家主播李四端跳槽華視，晚間新聞由數名主播如劉麗惠（現台視副總經理）、趙心屏（曾任台北市政府發言人）等輪播，此事後戴忠仁便成為當家主播。戴忠仁回憶這段往事，表示：「很少外界知道，在當天（轉播）結束之後，有一位在電視新聞界的高階主管，他同時也是我們同行，他打電話給我，除了向我致意之外，他說：其實各家媒體那時候再跟進，是錯誤的一個決定；如果是沒有再經過更專業的表現的話，會突顯讓外界認為新聞界的薄弱。」那位新聞主管是當時超視新聞部經理周天瑞，日後擔任《新新聞》社長。

## 思維革命與作業革命
1999年6月中，戴忠仁接任台視新聞部採訪組組長，提出兩個理念：「思維革命」與「作業革命」。「思維革命」的意涵是：「面對網際網路快速傳達資訊發展情勢下，記者採訪及報導新聞事件，不容再存在『時差』想法，必須設法儘快獲得資訊、傳達資訊。」而「作業革命」的意涵是：「在思維革命之下，努力提供閱聽大眾『隨時、隨選』新聞的服務，達到發稿頻率多、效率高、新聞精確的目標。」

## 婚姻
1997年戴忠仁與第二任妻子韓氏結婚，結婚不及一年，韓氏即失蹤多次，戴忠仁曾報案協尋，卻有人扭曲成韓氏報案尋求協助台北市景德法律事務所，獨家報導道歉啟事.不過，戴忠仁仍未對外公布過程，而其前妻韓氏依舊時常不知去向，2003年聖誕節前夕，韓氏突然向戴忠仁表示歉意並自行攜子返回台灣，也辦理小孩戶口入籍等事宜，小孩並在台灣就讀幼稚園.2004年韓氏再度不告而別，攜子離開台灣，音訊全緲，2004年九月戴母過世，韓氏仍未露面並拒絕奔喪，甚至出現戴氏不准韓氏回家奔喪及韓氏要求高額贍養費的新聞的報導，但發表報導的新聞記者均無法提出其具體來源和事實，戴忠仁與其妻溝通無果後，遂於2005年提出離婚訴訟，過程中卻獲悉韓氏片面已於2003年11月於加拿大辦理離婚，韓氏並拒收台灣法院傳票，台灣法院多次以公事送達方式遞送傳票予韓氏亦未獲回應，經纏訟四年，韓氏也一直未出庭應訊，台北高等法院檢視所有往來信函及相關公文書後最終判決，加拿大的法院單方裁決無效，判准戴韓兩人離婚，並要求韓氏應賠償戴忠仁過去多年之司法訴訟費用，惟因小孩已長年於國外生活，因此將監護權交與女方。戴忠仁至今仍維持單身狀態，其長女已就讀大學，兩人親情甚篤。

## 學歷
- 東海大學政治學系
- 美國UNA MBA

## 經歷
- 東帝士關係企業助理專員：職掌美洲紡織品市場
- 《聯合報》國會記者
- 台視記者、主播、主持人、製作人
- 台視新聞採訪中心主任
- 台視新聞部副理
- 工商時報：藝文版周末專欄主筆
- 《新潮藝術》雜誌編輯顧問
- 《藝術新聞》雜誌主筆
- 台視新聞部經理
- 台視總經理特助
- 自然生態教育基金會執行董事
- 中華文物學會監事
- 年代新聞台執行副總編輯
- 緯來電視網、中廣新聞網、News98主持人
- 雅思貝爾教育集團董事
- 華人心智圖法教育機構執行董事
- 中天新聞台主播、製作人
- 華人思維學院執行長
- 沐春堂藝術拍賣公司首席拍賣官
- 正德國際藝術拍賣公司首席拍賣官
- 安德昇藝術拍賣公司「安德昇2014春季拍賣」拍賣官
- 《藝術收藏+設計》雜誌專欄主筆

## 曾擔任播報及主持節目
| 年份                          | 頻道       | 節目                   | 備註                                   |
|                               | 台視       | 《台視新聞世界報導》   |                                        |
|                               | 台視       | 《早安您好台視新聞》   |                                        |
|                               | 台視       | 《台視晚間新聞》       | 週末主播，與葉淑芬、李偉國、劉麗惠輪播 |
| 1997年1月10日—1997年11月21日  | 台視       | 《台視晚間新聞》       | 與趙心屏、葉淑芬、劉麗惠輪播           |
| 1997年11月22日—2000年12月31日 | 台視       | 《台視晚間新聞》       |                                        |
|                               | 台視       | 《有話要問》           |                                        |
|                               | 台視       | 《跨世紀的驕傲》       |                                        |
|                               | 台視       | 《大社會》             |                                        |
|                               | 台視       | 《台灣生態筆記》       |                                        |
|                               | 台視       | 《發現新台幣》         |                                        |
|                               | 台視       | 《台視熱線》           |                                        |
|                               | 台視       | 《賞味大作戰》         |                                        |
|                               | 台視       | 《熱線新聞網》         |                                        |
|                               | 台視       | 《財富週報 TV-Hunter》 |                                        |
|                               | 台北電台   | 《媒體生態》           |                                        |
|                               | 緯來綜合台 | 《慾望男女》           |                                        |
| 2008年7月10日－至今           | 人間衛視   | 《國寶檔案》           |                                        |
|                               | 中廣新聞網 | 《新聞放輕鬆》         |                                        |
|                               | News98     | 《八點大發現》         |                                        |
| 2006年12月11日—2007年3月9日   | 中天新聞台 | 《中天晚間新聞》       |                                        |

## 資料來源
1. ↑  黃鈴翔、江慶鏗、鍾武正 報導，〈回顧白曉燕案　陳進興徹夜受訪　媒體荒腔走板〉，2007年4月14日《東森新聞報》
2. ↑  中華民國無線電視年鑑編纂委員 編纂，《中華民國無線電視年鑑第十一輯：民國八十七年至八十八年》，中華民國電視學會2000年6月30日出版，第35頁。
3. ↑  台北市文山分局報案紀錄，戴忠仁因妻子長年於滯留國外不歸，深感困擾與憂慮不已，當時外界出現對戴忠仁之負面新聞報導，雖然外界揣測，戴忠仁之妻的家人應是惡意釋放訊息者，戴忠仁仍舊低調保護家人，不堪其擾下，戴忠仁對獨家報導的記者呂文婉，和中時晚報記者提出訴訟，該兩媒體記者坦承所撰寫內容完全自行捏造，最後均道歉並賠償，戴忠仁僅要求賠償金作為公益和律師費用
4. ↑  永然法律事務所，徐玲茱律師，高等法院判決書。
5. ↑  2007.03.12　《中國時報》：〈張雅琴 下月轉戰中天晚間新聞〉
6. ↑  2006.12.06　《中國時報》：〈戴忠仁 坐上中天主播台〉

## 外部連結
- 忠於. 戴忠仁 （页面存档备份，存于）
- 華人思維學院 （页面存档备份，存于）

| 前任： 戴忠仁、葉淑芬、趙心屏、劉麗惠輪播 1997年1月10日─1997年11月21日 | 《台視晚間新聞》主播 1997年1月9日—2000年12月31日 | 繼任： 廖筱君 2001年1月1日─2003年1月17日 |